# Pietro d'Abano

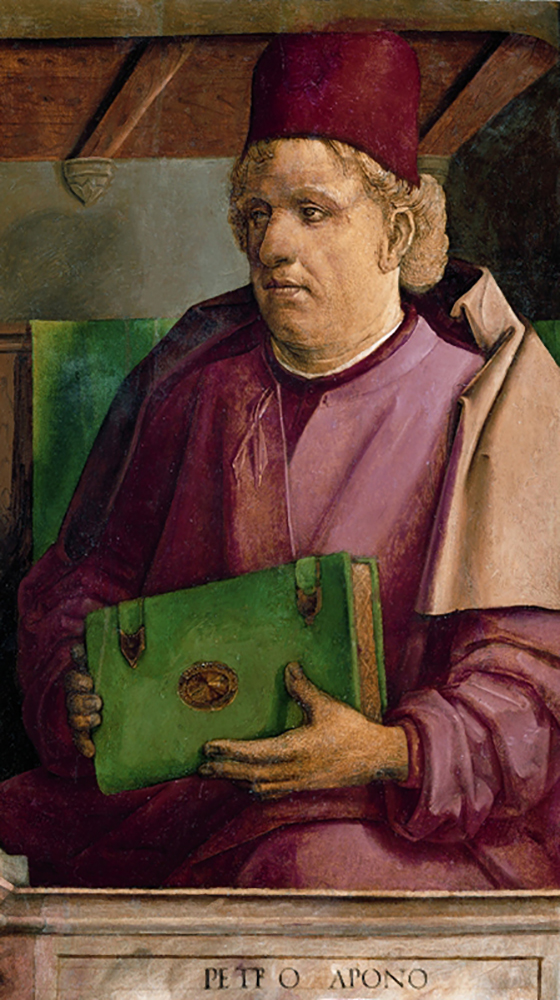
Pietro d'Abano.

Pietro d'Abano, ook bekend als Petrus Patavinus of Paduanus (Abano Terme, 1257 ‑ Padua, 1315) was een Italiaanse arts, filosoof en astroloog. 
Hij studeerde geneeskunde en filosofie in Padua en verbleef enige tijd te Constantinopel en te Parijs. Van 1306 af doceerde hij te Padua geneeskunde en natuurfilosofie.Omdat hij zich sterk rationalistisch opstelde tegenover het miraculeuze en bovennatuurlijke (hij verklaarde onder meer de dood van Christus als een schijndood), werd hij als ketter veroordeeld. Hij stierf echter voordat het definitieve vonnis van de inquisitie werd gestreken. Niettemin werd zijn lichaam opgegraven en verbrand.

## Werken

Conciliator differentiarum philosophorum et precipue medicorum

- Conciliator differentiarum philosophorum et praecipue medicorum
- Expositio problematum Aristotelis
- Lucidator astronomiae (Handleiding voor astronomie)

- Bibsys: 8017862
- Biblioteca Nacional de España: XX1742469
- Bibliothèque nationale de France: cb120722556 (data)
- Catàleg d'autoritats de noms i títols de Catalunya: 981058518410506706
- CiNii: DA05184126
- Gemeinsame Normdatei: 118889443
- International Standard Name Identifier: 0000 0004 5461 4112
- Library of Congress Control Number: n85112114
- Nationale Bibliotheek van Tsjechië: nlk19990074819
- Nationale bibliotheek van Australië: 36580352
- Nationale Bibliotheek van Israël: 987007296542305171
- Nationale Bibliotheek van Polen: a0000001202588
- Nederlandse Thesaurus van Auteursnamen: 101215886
- Réseau des bibliothèques de Suisse occidentale: 02-A000129876
- Istituto Centrale per il Catalogo Unico: CFIV051911
- LIBRIS: 276495
- Système universitaire de documentation: 029005256
- Trove: 1304068
- Virtual International Authority File: 39358071